# Kilmarnock Football Club 2022-2023
Questa voce raccoglie le informazioni riguardanti il Kilmarnock Football Club nelle competizioni ufficiali della stagione 2022-2023.

## Stagione
- In Scottish Premiership il Kilmarnock si classifica al 10º posto (40 punti) dietro al St. Johnstone e davanti al Ross County.
- In Scottish Cup viene eliminato ai quarti di finale dall'Inverness (1-2).
- In Scottish League Cup viene eliminato in semifinale dal Celtic (0-2).

## Maglie e sponsor
Il fornitore tecnico per la stagione 2022-2023 è Castore, mentre lo sponsor ufficiale è Brownings The Bakers
| Casa | Trasferta | Terza divisa |

## Rosa
| N. |                             | Ruolo | Calciatore       |
| -- | --------------------------- | ----- | ---------------- |
| 1  | Inghilterra (bandiera)      | P     | Zach Hemming     |
| 2  | Scozia (bandiera)           | D     | Lewis Mayo       |
| 3  | Inghilterra (bandiera)      | D     | Jeriel Dorsett   |
| 4  | Irlanda (bandiera)          | D     | Alan Power       |
| 5  | Galles (bandiera)           | D     | Ash Taylor       |
| 6  | Inghilterra (bandiera)      | D     | Chris Stokes     |
| 7  | Scozia (bandiera)           | C     | Rory McKenzie    |
| 8  | Scozia (bandiera)           | C     | Blair Alston     |
| 10 | Irlanda del Nord (bandiera) | A     | Jordan Jones     |
| 11 | Scozia (bandiera)           | A     | Daniel Armstrong |
| 14 | Inghilterra (bandiera)      | D     | Jack Sanders     |
| 15 | Scozia (bandiera)           | C     | Fraser Murray    |
| 16 | Scozia (bandiera)           | A     | Scott Robinson   |
| 17 | Irlanda del Nord (bandiera) | D     | Brad Lyons       |

| N. |                             | Ruolo | Calciatore       |
| -- | --------------------------- | ----- | ---------------- |
| 19 | Galles (bandiera)           | D     | Joe Wright       |
| 20 | Inghilterra (bandiera)      | P     | Sam Walker       |
| 21 | Scozia (bandiera)           | C     | Kerr McInroy     |
| 22 | Irlanda del Nord (bandiera) | D     | Liam Donnelly    |
| 23 | Irlanda del Nord (bandiera) | A     | Kyle Vassell     |
| 24 | Inghilterra (bandiera)      | D     | Luke Chambers    |
| 25 | Inghilterra (bandiera)      | D     | Ryan Alebiosu    |
| 26 | Galles (bandiera)           | A     | Christian Doidge |
| 27 | Scozia (bandiera)           | A     | Innes Cameron    |
| 29 | Scozia (bandiera)           | A     | Bobby Wales      |
| 31 | Scozia (bandiera)           | C     | Liam Polworth    |
| 33 | Inghilterra (bandiera)      | D     | Ben Chrisene     |
| 34 | Scozia (bandiera)           | C     | David Watson     |